# Jess Svane
Jess Svane (født 5. maj 1959 i Qasigiannguit) er en grønlandsk politiker (Siumut). Han var været minister for sociale anliggender, indenrigsanliggender og arbejdsmarked siden 5. april. Han var også tidligere minister 2019-2021, og han var borgmester fra 2005 til 2009 i Qasigiannguit og fra 2009 til 2013 Qaasuitsup Kommune.

## Uddannelse og erhverv
Jess Svane er uddannet indenfor handel og kontor 1975-1978. Han var lagerassistent 1978-1979 og byggeforvalteraspirant 1979-1981. Fra 1981 til 1989 var han leder i en trælasthandel. Han var trafikassistent i KGH 1989-1992 og blev havnechef for Royal Arctic Line i Qasigiannguit fra 1992 til 2001. Herefter var han forebyggelseskonsulent 2001-2004 og havde en butik fra 2002 til 2018.

## Politisk karriere
Svane var borgmester i Qasigiannguit Kommune 2005-2009 og borgmester i Qaasuitsup Kommune 2009-2013. Ved kommunalvalget 2013 fik hans Siumut-partifælle Ole Dorph flest stemmer i kommunen (413 mod 363 til Svane), og Dorph overtog borgmesterposten, mens Svane blev 1. viceborgmester.
Han stillede op til inatsisartutvalget i 2014 og blev med 172 stemmer 1. stedfortræder for Siumut. Han indtrådte i Inatsisartut som suppleant fordi flere Siumut-medlemmer blev ministre i Regeringen Kim Kielsen II.
Ved kommunalvalget i 2017 i den nydannede Qeqertalik Kommune, som var blevet udskilt fra Qaasuitsup Kommune, fik Jess Svane med 185 stemmer Siumuts højestes stemmetal. Siumut og Inuit Ataqatigiit (IA) fik hver 7 pladser i kommunalbestyrelsen, mens Atassut fik en. Svane ville gerne have været borgmester, men medlemmer af Siumut indgik en aftale med Atassuts Naja Petersen som gjorde Enok Sandgreen fra Siumut til borgmester. Men Siumut blev splittet, og fem medlemmer inkl. Svane endte med i stedet at støtte Ane Hansen fra IA som borgmester. Otto Jeremiassen, Siumut, blev 1. viceborgmester.
Ved inatsisartutvalget i 2018 fik Svane 161 stemmer, og han blev igen 1. stedfortræder for Siumut. Han indtrådte igen som stedfortræder for Siumut-ministre med orlov, og blev også valgt til Inatsisartuts 2. næstformand.
Atassut trak sig fra Naalakkersuisut i april 2019, og ved den efterfølgende regeringsomdannelse fik Svane posten som minister for erhverv, energi og forskning i Regeringen Kim Kielsen VI den 10. april 2019. 22. november 2019 fik han yderligere arbejdsmarkedsområdet lagt til sine ministerområder efter Erik Jensen havde trukket sig fra Naalakkersuisut.
29. maj 2020 indgik Demokraatit i Naalakkersuisut, og ændringerne betød at Svane var minister for arbejdsmarked, forskning og miljø i Regeringen Kim Kielsen VII frem til 6. april 2021.
Ved inatsisartutvalget i 2021 blev Svane for første med 197 stemmer valgt direkte til Inatsisartut. Han stillede til gengæld ikke op til samtidigt afholdte kommunalvalg. Efter valget forlod Siumut Naalakkersuisut, men kom med igen ved regeringsomdannelsen 5. april 2022 hvor Svane blev minister for sociale anliggender, indenrigsanliggender og arbejdsmarked i Regeringen Múte Bourup Egede II.

## Privatliv
Jess Svane er gift og har fire børn.